# تاگه الاندر
تاگه الاندر (سوئدی: Tage Erlander; تلفظ: (سوئدی: [²tɑ:gɛ ɛˈɭan:dɛr] (); ۱۳ ژوئن ۱۹۰۱ – ۲۱ ژوئن ۱۹۸۵) سیاستمدار اهل سوئد بود.
وی که رئیس حزب کارگران سوسیال دموکرات سوئد بوده از سال ۱۹۴۶ تا ۱۹۶۹ نخست‌وزیر سوئد بوده‌است.